# Hoger onderwijs voor ouderen
Hoger Onderwijs voor Ouderen (HOVO) is een vorm van aanvullend onderwijs in Nederland op universitair niveau, gericht op iedereen vanaf vijftig jaar.
Hoger Onderwijs voor Ouderen (HOVO) staat voor algemeen vormend cursorisch onderwijs voor iedereen vanaf vijftig jaar. Niet iedere HOVO hanteert een strikte leeftijdsgrens, maar de cursusonderwerpen, docenten, tijdstippen en onderwijsvorm zijn afgestemd op de leerbehoeften van mensen vanaf circa vijftig jaar. HOVO biedt inspirerende cursussen voor iedereen die zich verder wil ontwikkelen. HOVO sluit aan bij het ideaal van leven lang leren of leven lang ontwikkelen. Alle HOVO-instellingen zijn aangesloten bij een universiteit of hogeschool in Nederland. Een programmaraad met daarin vertegenwoordigers van deze onderwijsinstellingen waarborgt de kwaliteit van het gegeven onderwijs. 
Er is geen speciale vooropleiding nodig om een cursus bij HOVO te volgen. Iedereen kan zelf bepalen of men door achtergrond en (levens)ervaring het vereiste niveau aankan.

## Geschiedenis en aanbod
Hoger onderwijs voor ouderen ging van start in 1986 in Groningen. In 2024 bieden zes verschillende HOVO-instellingen cursussen aan in onder meer Amsterdam, Groningen, Leiden, Tilburg, Eindhoven, Breda, Nijmegen, Utrecht, Rotterdam, Assen, Leeuwarden en Amersfoort. Docenten zijn altijd specialist op hun vakgebied. Vaak werken zij als universitair docent, zelfstandig docent of (oud)hoogleraar in het hoger onderwijs. Het niveau is vergelijkbaar met eerstejaarsniveau.
Het aantal cursisten bedroeg bij de start in 1986 veertig en was in 2019 ruim 25.000. 
HOVO biedt primair cursussen en lezingencycli. Het onderwijs vindt meestal plaats in de vorm van hoorcolleges met ruimte voor interactie en/of zelfstudie. Enkele instellingen bieden daarnaast ook studiedagen, aanvullende excursies naar musea en studiereizen. De cursussen vinden plaats aan de moederinstelling (universiteit of hbo) of op locaties in de omgeving. 
Het cursusaanbod van HOVO bestrijkt meerdere terreinen: van cursussen over kunst, (cultuur)geschiedenis, filosofie en psychologie, tot religie, exacte vakken, economie en recht, muziek en nog veel meer. Het aanbod varieert van brede algemene inleidingen tot specifieke onderwerpen voor de liefhebber. Dus naast leergangen kunstgeschiedenis, psychologie of filosofie, ook cursussen over een spraakmakend filosoof, een literair meesterwerk, of een historische gebeurtenis.  
Sinds 2020 kennen veel HOVO's ook een online cursusprogramma.   

## Naam
De naam HOVO is de afkorting van Hoger Onderwijs voor Ouderen (HOVO). HOVO is het algemeen vormend cursorisch hoger onderwijs dat specifiek is gericht op de educatie van senioren. Een instelling mag alleen de naam HOVO dragen indien ze verbonden is aan een universiteit of hbo-instelling. De HOVO-instellingen in Nederland hebben zich verenigd in de overkoepelende vereniging HOVO Nederland (opgericht in 1990). Het doel van de vereniging is om deelname van ouderen aan het HOVO-onderwijs te bevorderen. Daarnaast behartigt de vereniging de belangen van de HOVO-instellingen in Nederland. 